# Зажитько Сергій Іванович
Сергій Іванович Зажитько (нар. 6 грудня 1962, Чернігів) — український композитор.

## Життєпис
У 1974—1982 роках навчався у Київській спеціальній музичній школі за фахом фортепіано
1979 року отримав І премію Всеукраїнського конкурсу молодих композиторів.
1990 закінчив Київську консерваторію як композитор у класі проф. Є. Ф. Станковича.
У 1990—1994 роках працював редактором у державному видавництві Музична Україна.
Від 1994 є консультантом у Київській організації Національної спілки композиторів України.
Брав участь у таких фестивалях, як форум музики молодих, КиївМузикФест, Музичні прем'єри сезону, Мета-Арт (Київ), Два дні й дві ночі нової музики (Одеса), Контрасти (Львів), Міжнародні літні курси нової музики у Дармштадті (Німеччина, 2000). Його твори виконувались в Україні, Польщі, Росії, Бельгії, Італії, Німеччині, Фінляндії. Член Національної спілки композиторів України та Асоціації Нова Музика.
Екстраординарний представник українського музичного акціонізму (поряд з Володимиром Рунчаком і Сергієм Ярунським). За висловом самого композитора його «творчість живить те, що виходить за рамки логіки у сферу алогічного — наприклад, коли речі, що, як правило, серйозно і з великим пієтетом сприймаються в суспільстві, трансформуються в щось цілком неадекватне.».
Сергій Зажитько не вважає себе суто «академічним композитором». Зокрема С. Зажитько долучився і до напрямку російського року, створивши кілька пісень в цьому жанрі, що увійшли до спільного з С. Пілютіковим альбому «Дважды рожденный»